# Condicionador de cabelo

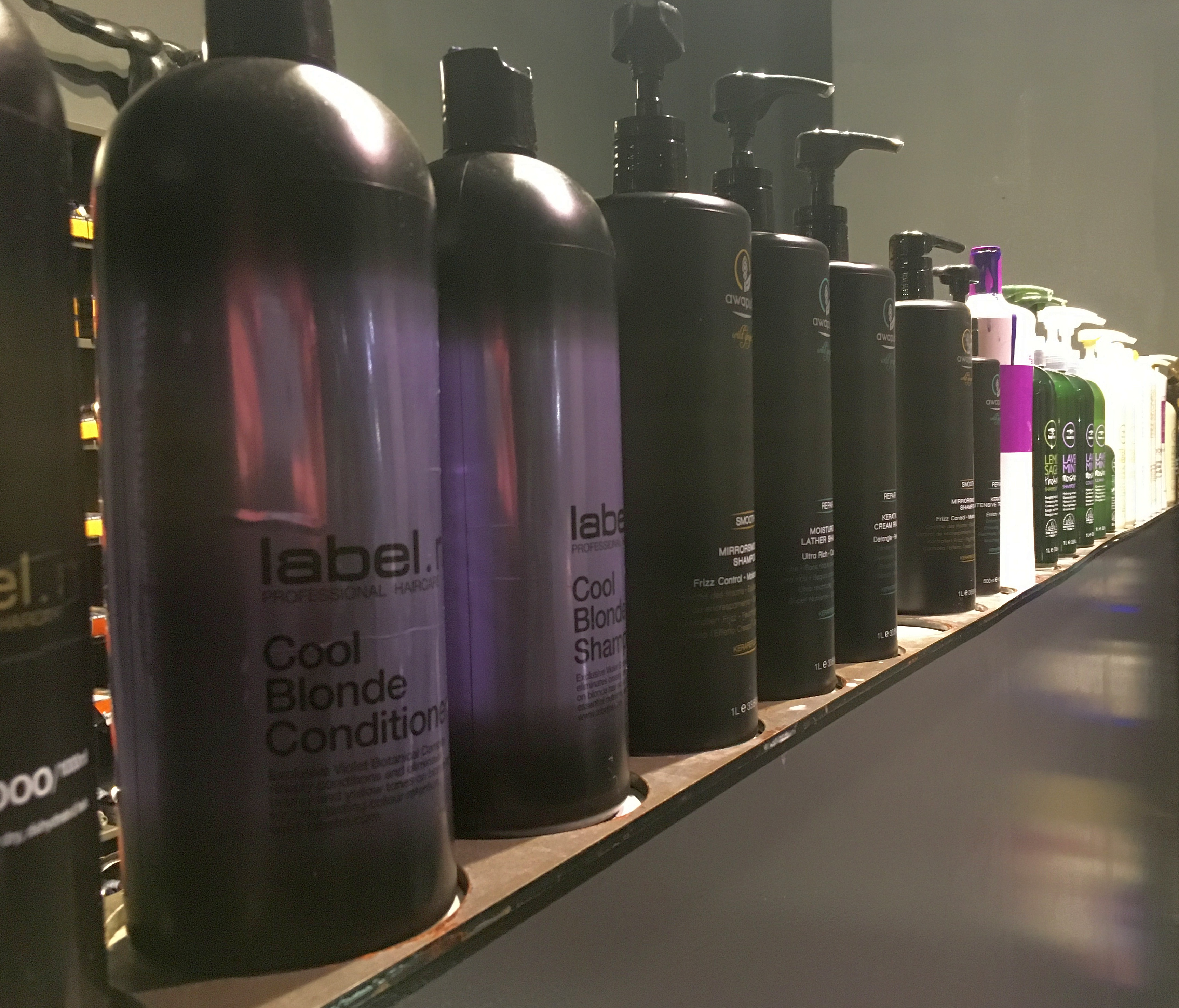
Shampoos, condicionadores e outros produtos para o cuidado do cabelo em frascos de litro para uso em salões de beleza por cabeleireiros

Condicionador de cabelo ou amaciante de cabelo, ou ainda amaciador de cabelos é um produto usado nos cabelos, após o uso do xampu, para equilibrar o pH dos fios, e melhorar a sensação, a aparência e a capacidade de gerenciamento do cabelo. Seu principal objetivo é reduzir o atrito entre os fios para facilitar a escovação ou o penteado, o que poderia causar danos ao couro cabeludo.
É também usado para hidratar e condicionar água nos fios, podendo exercer funções cada vez mais variadas, como devolver nutrientes ao cabelo, proteínas e várias outras substâncias extraídas dos fios no dia-a-dia.

## Histórico
Durante séculos, os óleos naturais têm sido usados para condicionar o cabelo humano.  Um condicionador popular entre os seres humanos no final da era vitoriana era o óleo de Macassar, mas este produto era bastante gorduroso e exigia a fixação de um pequeno pano, conhecido como antimacassar, nos apoios de cabeça de cadeiras e sofás para preservar o estofamento de ser danificado pelo óleo.
O condicionador de cabelo moderno foi criado na virada do século 20, quando a empresa Edouard Pinaud apresentou um produto que ele chamou de Brilliantine na Exposição Universal de 1900 em Paris.  Seu produto tinha como objetivo suavizar os cabelos dos homens, incluindo barbas e bigodes.  Desde a invenção dos primeiros produtos de Pinaud, a ciência moderna avançou na indústria de condicionadores de cabelo para incluir aqueles feitos com silicone, álcoois graxos e compostos de amônio quaternário. Esses produtos químicos têm os benefícios do condicionador de cabelo sem parecer gorduroso ou pesado.

## Mecanismo químico

### Estrutura do cabelo
O cabelo é composto de fios de proteína, sendo que a queratina predomina em sua camada exterior, denominada cutícula. As proteínas são polímeros feitos de unidades de aminoácidos. Na queratina, um aminoácido muito presente é a cisteína. A saúde do cabelo está fortemente relacionada à regularidade dessa camada (inclusive, quanto mais lisa, mais regularmente a luz é refletida, isto é, mais brilhante fica o cabelo), sendo que a quantidade de moléculas de água nas pontas das estruturas e a carga elétrica delas são fatores importantes.
As proteínas fibrosas, das quais as que compõem o cabelo fazem parte, possuem propriedades que dão força e flexibilidade às estruturas do fio e, assim como qualquer outra proteína, fatores como calor, pH, tipos de detergentes e solventes orgânicos podem alterá-las.

### Xampu e desbalanço de carga
O xampu, em consequência de seus mecanismos para a limpeza do cabelo, acaba deixando as cisteínas dos fios de cabelo carregadas negativamente. Devido a efeitos eletrostáticos, os fios se repelem, o que, macroscopicamente, significa que o cabelo fica esvoaçado. Nesse sentido, o condicionador serve, primordialmente, para neutralizar as cargas desses aminoácidos.

### Relação entre o pH do cabelo e produtos capilares
O pH do couro cabeludo é de 5,5 e o pH da haste do cabelo é de 3,67. O cabelo é extremamente sensível à variação de pH dos produtos aplicados em sua superfície. O pH alcalino pode aumentar a carga negativa na superfície da fibra capilar, e assim, aumentar o atrito entre as fibras. Esse atrito pode levar a danos na cutícula do cabelo. A acidez dos condicionadores (baixos valores de pH, grande disponibilidade de H+) se deve à necessidade de doar prótons às cisteínas carregadas negativamente, de modo que se neutralizem. Além da limpeza, o tratamento do cabelo com produtos de baixo pH (até 3,5) faz com que a cutícula fique compacta e o cabelo, tratado. Isso se deve às ligações de hidrogênio entre as moléculas de queratina, que são reforçadas com o novo ambiente de pH. Abaixo disso, o excesso de H+ desencadeia reações que comprometem a estrutura da queratina, podendo danificar o cabelo. É necessário, portanto, atentar-se às composições dos produtos, buscando o equilíbrio entre eles: o excesso no uso de condicionador pode ultrapassar o ponto isoelétrico das proteínas (nível de pH em que a carga líquida é nula. No cabelo é em torno de pH 3,67) e carregar positivamente os fios de cabelo, fazendo com que fiquem esvoaçados devido à repulsão, gerando frizz e abrindo as cutículas dos fios.
Um pH alto nos xampus comerciais pode gerar incompatibilidade com o couro cabelo e os fios por conta dos efeitos de frizz e atrito entre as fibras, mas para cabelos lisos extremamente oleosos e finos pode dar volume ao cabelo, um efeito considerado positivo. Um pH superior a 5,5, isto é, superior ao pH do couro cabeludo, pode causar irritações.

## Vinagre como condicionador de cabelo
O vinagre é uma solução muito ácida que deriva da reação de fermentação acética do álcool. O uso de vinagre de maçã tornou-se popular como cosmético capilar por proporcionar efeitos positivos aos cabelos. Tem seu pH em torno de 2 a 3 - dependendo do fabricante - e por isso seu uso como condicionador deve ser feito após a diluição em água a fim de diminuir a concentração e aumentar o pH para um valor mais próximo do encontrado no cabelo.

Um estudo realizado em 2017 demonstrou a eficácia do vinagre de cebola-albarrã no combate de piolhos.